# 南風見仲
南風見仲（はいみなか）は、沖縄県八重山郡竹富町の字。郵便番号 907-1433。

## 地理
日本の南西諸島、西表島東部を流れる仲間川の河口から上流の部分に当たる。石垣島との定期便が開設されている仲間港（通称・大原港）の北側に当たり、大原集落（字南風見）とは仲間川を挟んだ対岸に位置する。西表自然休養林の一部として仲間川沿いに遊歩道が整備されており、亜熱帯樹木展示林や天然記念物に指定されているウブンドルのヤエヤマヤシ群落など自然が多く残る地域である。
一時、沖縄県が大富集落の郊外を農地として開発する計画を立てていたが、域内でイリオモテヤマネコの生息が確認されたことから2001年に中止されている。

### 大富
大富（おおとみ）は、かつて大字南風見仲の下に置かれた唯一の小字であった集落。現在は地名としての「大富」は廃止され、字南風見仲の直下に番地が設定されているが集落の通称名としては引き続き使用されている。
琉球王国時代には「仲間」と呼ばれていた場所であり、マラリアの流行で1900年に一旦、廃村となる。その後、アメリカ占領下の1952年に琉球政府が改めて入植者を募集し竹富島や沖縄本島北部の国頭郡大宜味村などの出身者が集落を再興した。「大富」は「大宜味」と「竹富」の合成地名。

## 歴史

### 史跡
- 仲間第一貝塚[2]
- 仲間第二貝塚[2]

## 施設
- 大富公民館
- 大富保健指導所
- 西表東部織物共同作業所
- 大富共同売店 - 西表島で唯一、現存する共同売店。
- 竹盛旅館 - 1952年に西表島で最初に開業した宿泊施設とされる。
- 大富展望台